# Atractodes scutellatus
Atractodes scutellatus är en stekelart som först beskrevs av Hellen 1944.  Atractodes scutellatus ingår i släktet Atractodes och familjen brokparasitsteklar. Inga underarter finns listade.